# Flaggen und Wappen der Autonomen Regionen Spaniens
Diese Liste zeigt die Flaggen und Wappen der 17 Autonomen Regionen Spaniens sowie der Autonomen Städte Ceuta und Melilla.

## Liste
| Flagge                                   | SV    | Region              | Wappen                         | Anmerkungen |
| ---------------------------------------- | ----- | ------------------- | ------------------------------ | --- |
| Flagge Andalusiens                       | 2:3   | Andalusien          | Wappen Andalusiens             | Die Flagge aus dem Jahr 1918 zeigt die Farben aus der Zeit der Napoleonischen Kriege. Zum Ursprung der Farben gibt es widersprüchliche Theorien. Eine davon ist, dass Blas Infante mit dem Weiß an die Farbe der Omaijaden erinnern wollte und die beiden grünen Streifen für die Flüsse Guadiana und Guadalquivir stehen, wobei der Guadiana nicht in Andalusien fließt. Das Wappen zeigt die Säulen des Herkules und zwei Löwen von Cádiz. Die goldene spanische Inschrift lautet: «Andalucía por sí, para España y la Humanidad» (deutsch: „Andalusien für sich, für Spanien und die Menschheit“). Das halbrunde Spruchband zeigt eine goldene Inschrift, die lateinisch folgendermaßen lautet. “Dominator Hercules Fundator” (deutsch: „Herrscher Herkules der Gründer“). Herkules soll nämlich in Cádiz gewesen sein. |
| Flagge Aragoniens                        | 2:3   | Aragonien           | Wappen Aragoniens              | Die roten Streifen gehen auf einen König des 14. Jahrhunderts zurück, der der Legende nach seine Blut verschmierten Hände über einen goldenen Schild gezogen habe. Die älteste Flagge Aragoniens ist eine typische Wappenflagge, die durch Drehung und Befestigung des Wappenbildes an einem Flaggstock entstanden ist. Das Wappen stammt wahrscheinlich aus dem Jahre 875 und wurde durch den westfränkischen König Karl der Kahle an Wilfried den Behaarten, den Grafen von Barcelona übergeben, weil er beim Kampf gegen die Mauren Tapferkeit gezeigt hatte. Wie das Wappenbild der Grafen von Barcelona auf Aragonien übertragen wurde, ist allerdings nicht bekannt. |
| Flagge Asturiens                         | 2:3   | Asturien            | Wappen Asturiens               | Die Flagge Asturiens ist einfarbig blau und zeigt in Richtung des Flaggenmastes verschoben ein goldenes Kreuz, an dessen Balken die griechischen Buchstaben Alpha und Omega als Zeichen für Anfang und Ende hängen. Die Flagge geht auf das Wappen der Stadt Oviedo zurück. Blau ist hier die Farbe der Jungfrau Maria. Das Kreuz des Sieges ist ein altes asturisches Symbol. Rings um den Wappenschild steht eine lateinische Inschrift: “HOC SIGNO TUETUR PIUS, HOC SIGNO VINCITUR INIMICUS” (deutsch: „Durch dieses Zeichen wird man göttlich beschützt, durch dieses Zeichen wird der Feind besiegt.“). Oberhalb des Wappenschildes steht die spanische Königskrone. |
| Flagge der Balearischen Inseln           | 2:3   | Balearische Inseln  | Wappen der Balearischen Inseln | Die Flagge der Balearen geht auf die historische Flagge des Königreichs Mallorca zurück. Der Untergrund ist identisch mit der Flagge Aragoniens, ein Verweis auf die ehemalige Zugehörigkeit im Mittelalter. Die Gösch zeigt eine Burg, ein Verweis auf das Wappen von Palma, der Hauptstadt der Region. Die Burg ist der königliche Almudaina-Burgpalast, der noch heute als Residenz des spanischen Königs dient, wenn er sich auf Mallorca aufhält. |
| Flagge des Baskenlandes                  | 14:25 | Baskenland          | Wappen des Baskenlandes        | Die Flagge des Baskenlandes basiert auf dem Union Jack, führt aber nicht die gleichen Farben. Rot steht für Blut, Weiß für den Katholizismus und Grün für die Eiche von Gernika, unter der bis 1876 die Ältestenräte aus dem ganzen Baskenland jährlich zusammenkamen, um eine Form von direkter Demokratie auszuüben. Die Flagge wird von den Basken Ikurriña genannt. Das Wappen des Baskenlands zeigt in den ersten drei Feldern die Wappen der drei baskischen Provinzen Álava, Bizkaia und Gipuzkoa. Im vierten Feld befand sich ursprünglich das Wappen Navarras (Navarrakette auf rotem Grund). 1985 untersagte das spanische Verfassungsgericht die Verwendung dieses Wappens im Wappen des Baskenlandes. Das vierte Feld ist seitdem einfarbig rot. |
| Flagge Ceutas                            | 2:3   | Ceuta               | Wappen Ceutas                  | Die Flagge von Ceuta geht auf die Flagge Lissabons zurück. Außerdem führt Ceuta in seiner Flagge noch den Wappenschild Portugals mit einer Krone. |
| Flagge der Extremadura                   | 2:3   | Extremadura         | Wappen der Extremadura         | Die Flagge kombiniert angeblich die Farben der Städte Cáceres (Grün-Weiß) und Badajoz (Weiß-Schwarz), deren Flaggen jedoch Rot-Weiß und Grün-Blau zeigen. Das Wappen zeigt einen halbgespaltenen und oben geteilten Schild. Im ersten Feld einen roten Löwen auf Gold, im zweiten Feld eine goldene Burg auf Rot und im unteren dritten blauen Feld unten weiße Wellenlinien, darüber die zwei goldenen Säulen des Herakles und ein silbernes Spruchband mit der lateinischen Aufschrift Plus Ultra (dt.: immer weiter). Ein silberner Herzschild mit einem Baum. Auf den Schild die Krone Kastiliens. Der rote Löwe von Leon stammt aus dem Wappen von Badajoz. Die Burg stammt aus dem Wappen von Cáceres und erinnert an Kastilien. Die „Säulen des Herkules“ erinnern daran, dass viele Seefahrer und Eroberer aus der Extremadura stammen. Der kleine silberne Herzschild mit dem Baum steht wohl für die berühmten Eichenbäume der Extremadura. |
| Flagge Galiciens                         | 2:3   | Galicien            | Wappen Galiciens               | Die Flagge Galiciens geht auf die historische Seeflagge der Stadt und Provinz A Coruña zurück. In der Mitte der Flagge steht das Wappen des ehemaligen Königreiches Galicien mit der spanischen Krone darüber. Es stammt aus dem 10. und 11. Jahrhundert und zeigt einen goldenen Abendmahlskelch, eine silberne Hostie sowie sieben silberne Kreuze, die auf die sieben alten Provinzen Galiciens zurückgehen. Über dem Wappen steht die spanische Königskrone. |
| Flagge der Kanarischen Inseln            | 2:3   | Kanarische Inseln   | Wappen der Kanarischen Inseln  | Die Flagge der Kanarischen Inseln zeigt drei senkrechte Streifen mit dem Wappen der Inseln in der Mitte. Wappen: Im blauen Wappenschild sind zweimal pfahlweise gestellte drei silberne Dreiecke und ein Dreieck im Schildfuß. Eine goldene Krone ruht auf dem Schild. Darüber im schwebenden silbernen Band die Devise in Majuskeln „Océano“ (dt.: Ozean). Sieben silberne Berge stehen für die sieben großen Inseln der Kanaren. Die Hunde (spanisch: canes) sind eine Anspielung auf den Namen der Inselgruppe. |
| Flagge Kantabriens                       | 2:3   | Kantabrien          | Wappen Kantabriens             | Das Wappen Kantabriens ist aus optischen Gründen leicht nach oben verschoben. Die Flagge wird häufig ohne Wappen dargestellt. Ihre Farben gehen auf das Wappen zurück. Der Wappenschild zeigt in seiner oberen Hälfte ein Ereignis aus dem Jahr 1248 als Kaufleute aus Kantabrien mit einem Schiff die Kettensperre des Hafens der maurischen Stadt Sevilla durchbrachen und somit Anteil an der Befreiung der Stadt hatten. Die untere Hälfte zeigt eine silberne Scheibe mit geometrischen Mustern. Oberhalb des Wappenschildes befindet sich die spanische Königskrone. |
| Flagge von Kastilien-León                | 2:3   | Kastilien-León      | Wappen von Kastilien-León      | Die Flagge und das Wappen von Kastilien-León sind gevierteilt und zeigt eine Kombination der Heraldik von Kastilien und von Leon. Dieses Wappen entstand im Jahr 1230 durch die Vereinigung der Kronen beider Länder. |
| Flagge von Kastilien-La Mancha           | 1:2   | Kastilien-La Mancha | Wappen von Kastilien-La Mancha | Die Flagge von Kastilien-La Mancha ist vertikal in zwei Felder in Karmesinrot und Weiß geteilt. In der Mitte des roten Feldes ist eine goldene Burg mit drei Türmen. Rot entspricht der traditionellen Heraldik von Kastilien. Weiß soll an die Mäntel der Ritter und Kreuzfahrer erinnern, die die Region im 12. und 13. Jahrhundert von den Arabern befreiten. |
| Flagge von Katalonien                    | 2:3   | Katalonien          | Wappen von Katalonien          | Die Senyera mit den vier roten Streifen über goldenem Hintergrund, soll die älteste Flagge der Welt sein (1159). Sie geht auf das Wappen der Grafschaft Barcelona zurück. Die Legende erzählt, dass Graf Wilfried der Haarige in einer Schlacht Verletzungen davongetragen hatte, König Karl der Kahle seine Finger in die Wunde tauchte und rote Streifen auf Wilfrieds goldenes Schild zeichnete. |
| Flagge von La Rioja                      | 2:3   | La Rioja            | Wappen von La Rioja            | Die Flagge La Riojas zeigt vier horizontale Streifen in Rot, Weiß, Grün und Gelb, und in der Mitte das Wappen. Die Flagge wird häufig ohne Wappen dargestellt. Ihre Farben gehen auf das Wappen zurück. Der Wappenschild zeigt in seiner linken ein rotes Santiago-Kreuz, links und rechts je eine weiße Jakobsmuschel, im unteren Teil einen grünen Berg, den Monte Laturce. Die linke Hälfte zeigt eine goldene Burg mit drei Türmen (ein Hinweis auf Kastilien zu dem La Rioja bis 1982 gehörte) auf einer goldenen Brücke. Darunter weiße und blaue Wellenlinien. |
| Flagge der Autonomen Gemeinschaft Madrid | 7:11  | Madrid              | Wappen von Madrid              | Die Flagge der Communidad Madrid ist einfarbig karmesinrot und zeigt sieben fünfzackige weiße Sterne in zwei Reihen. Das Rot ist die Farbe Kastiliens, zu dem Madrid gehörte. Die sieben Sterne stammen vom Wappen der Stadt Madrid. |
| Flagge Melillas                          | 2:3   | Melilla             | Wappen Melillas                | Die Flagge Melillas zeigt in der Mitte das Wappen der Stadt Melilla. Links und rechts des Schildes sind die „Säulen des Herkules“ dargestellt. |
| Flagge der Region Murcia                 | 2:3   | Murcia              | Wappen der Region Murcia       | Die Flagge von Murcia ist einfarbig karmesinrot und zeigt in der Oberecke vier goldene Burgen, im wehenden Teil sieben goldene Kronen. Die vier Burgen verweisen auf Kastilien, denn Murcia war ein Kastilisches Königreich. Die vier Burgen stehen für die vier Landschaften Murcias. Die sieben Kronen erinnern an die sieben Kastilischen Königreiche. |
| Flagge Navarras                          | 2:3   | Navarra             | Wappen Navarras                | Die Flagge Navarras ist einfarbig rot und zeigt in der Mitte das historische Wappen Navarras. Darüber die Krone des Königreichs Navarra. Das Wappen stammt aus dem 13. Jahrhundert und zeigt goldene Ketten auf rotem Grund, sowie einen grünen Smaragd in der Mitte. Repräsentiert werden jene Ketten, die das Lager des Kalifen Muhammad an-Nasir während der Schlacht bei Las Navas de Tolosa schützten, und die der Legende nach von König Sancho VII. von Navarra persönlich zerschlagen wurden, der grüne Smaragd soll dem Turban des Kalifen entstammen. |
| Flagge der Region Valencia               | 1:2   | Valencia            | Wappen der Region Valencia     | Die Flagge Valencias geht auf die historische Flagge von Aragonien zurück und zeigt vier horizontale rote Streifen auf goldenem Grund und liekseitig (Fahnenstange) einen goldverzierten senkrechten blauen Balken. Das Wappen ist das erweiterte Wappen Aragoniens von 1150. In Gold vier rote Pfähle. Aus der Goldkrone auf dem rechtsseitig gesetzten Stechhelm wächst ein rotgezungter goldener Drache. Die Blau-rote Helmdecke markiert ein gespitztes silbernes Kreuz. |